# Sustitución valvular
La cirugía de sustitución valvular es la sustitución de una o más de las válvulas cardíacas por  una válvula cardíaca artificial o una bioprótesis ( homoinjerto de tejido humano o xenoinjerto, por ejemplo, de cerdo). Es una alternativa a la reparación de válvulas .     

## Procedimientos
Hay cuatro procedimientos. 
- Sustitución de la válvula aorta
- Sustitución de la válvula mitral
- Sustitución de la válvula tricúspide
- Sustitución de la válvula pulmonar

La sustitución de la válvula aórtica se hace actualmente mediante cirugía de corazón cerrado, cirugía cardíaca muy invasiva (VICS por sus siglas en inglés Very invasive cardiac surgery). 
La sustitución de la válvula aórtica por medio de un catéter (llamado TAVR o TAVI Transcatheter aortic valve replacement) es una opción mínimamente invasiva para quienes sufren de estenosis de la válvula aórtica. La TAVR se realiza comúnmente guiando un catéter desde la ingle hasta la válvula estenosada a través de la aorta utilizando tecnología de rayos X en tiempo real. Luego se coloca un stent metálico que contiene una válvula, utilizando un globo para presionar el stent dentro de la válvula, abriendo la válvula estenosada (o estrechada) y alojando el stent en su lugar. El procedimiento fue aprobado por primera vez en los Estados Unidos en noviembre de 2011 como una alternativa para las personas consideradas como un mal candidato para una sustitución a corazón abierto; sin embargo, la TAVR se ha llevado a cabo con éxito en la práctica en otros países antes de 2011.

## Usos médicos
En las personas de entre 50 y 70 años, las válvulas aórticas bioprotésicas y mecánicas tienen resultados generales similares con respecto a los accidentes cerebrovasculares y la supervivencia.